# Hurricane (песня Канье Уэста)
«Hurricane» (с англ. — «Ураган») — песня американского рэпера Канье Уэста из его десятого студийного альбома Donda (2021). Песня содержит гостевые участия от канадского певца The Weeknd и американского рэпера Lil Baby. 14 сентября 2021 песня будет размещена на американском радио Rhythmic contemporary в качестве ведущего сингла альбома. Первоначально планировалось включить эту песню в альбом Уэста Yandhi, который в конечном итоге был отменен. Песня достигла успеха в чартах во многих странах, войдя в десятку лучших в Австралии, Ирландии, Норвегии, США и Великобритании.

## История
Песня была впервые представлена официально 22 июля 2021 года во время прослушивания на стадионе Mercedes Benz. Версия, которую играли на вечеринке для прослушивания, содержала хук, который был «сильно автонастроен» и исполнен самим Уэстом. В интервью, опубликованном GQ 2 августа, Weeknd заявил, что «я хотел бы снова поработать с Канье. Особенно над продюсированием». Вскоре после этого Уэст выложил на своей странице в Инстаграмме (теперь удаленную) фотографию из своего журнала звонков, которая включала «Abel Weeknd», что привело к предположению, что Weeknd будет на альбоме Donda. «Hurricane» снова прозвучала 5 августа 2021 года на второй вечеринке на стадионе Mercedes Benz, с участием Weeknd.
Песня дебютировала на шестом месте в американском хит-параде Billboard Hot 100 и вместе с попавшим на 10-е место треком «Jail» они стали 19-м и 20-м хитами Уэста в лучшей десятке Hot 100 (top 10). Также «Hurricane» возглавил чарты Streaming Songs (3-й чарттоппер Уэста в этом хит-параде), Hot R&B/Hip-Hop Songs (8), Hot Rap Songs (10), Hot Christian Songs (3) и Hot Gospel Songs (3).

## Музыкальное видео
8 марта 2022 года состоялась премьера клипа на песню «Hurricane». В ноябре 2020 года на Манхэттене клипмейкер Хайп Уильямс, частый компаньон Уэста, снял первые кадры музыкального видео. Появились фотографии со съёмок, на которых видно, что Уильямс на съемочной площадке с Уэстом и Lil Baby. В конце концов, Уэст снял анимационное музыкальное видео CGI с помощью французского режиссера Арно Брессона, который также снял визуальный ряд для трека из альбома Heaven and Hell. Продюсированием занималась Лора Салгон с использованием метода захвата движения.

## Чарты
| Чарт (2021)                           | Высшая позиция |
| ------------------------------------- | -------------- |
| Австралия (ARIA)                      | 4              |
| Австрия (Ö3 Austria Top 40)           | 23             |
| Канада (Billboard Canadian Hot 100)   | 4              |
| Чехия (Singles Digitál Top 100)       | 31             |
| Дания (Tracklisten)                   | 5              |
| Финляндия (Suomen virallinen lista)   | 13             |
| Франция (SNEP)                        | 41             |
| Мир (Billboard Global 200)            | 5              |
| Германия (GfK)                        | 37             |
| Венгрия (Stream Top 40)               | 29             |
| Исландия (Plötutíðindi)               | 7              |
| Ирландия (IRMA)                       | 7              |
| Италия (FIMI)                         | 49             |
| Литва (AGATA)                         | 14             |
| Нидерланды (Single Top 100)           | 28             |
| Новая Зеландия (Recorded Music NZ)    | 3              |
| Норвегия (VG-lista)                   | 3              |
| Португалия (AFP)                      | 14             |
| Сингапур (RIAS)                       | 26             |
| Словакия (Singles Digitál Top 100)    | 18             |
| ЮАР (RISA)                            | 1              |
| Швеция (Sverigetopplistan)            | 8              |
| Швейцария (Schweizer Hitparade)       | 9              |
| Великобритания (OCC UK Singles)       | 7              |
| Великобритания (OCC UK Hip Hop/R&B)   | 2              |
| США (Billboard Hot 100) ·             | 6              |
| США (Billboard Hot Christian Songs)   | 1              |
| США (Gospel Songs, Billboard)         | 1              |
| США (Billboard Hot R&B/Hip-Hop Songs) | 1              |
| США (Billboard Pop Airplay)           | 40             |
| США (Billboard Rhythmic)              | 9              |
| США (Rolling Stone Top 100)           | 1              |

| Чарт (2021)                            | Позиция |
| -------------------------------------- | ------- |
| США (Christian Songs, Billboard)       | 2       |
| США (Gospel Songs, Billboard)          | 1       |
| США (Hot R&B/Hip-Hop Songs, Billboard) | 55      |

## Сертификации
| Регион                                                                      | Сертификация | Продажи   |
| --------------------------------------------------------------------------- | ------------ | --------- |
| Канада (Music Canada)                                                       | Платиновый   | 80 000    |
| США (RIAA)                                                                  | Платиновый   | 1 000 000 |
| Данные о продажах + прослушиваниях приведены только на основе сертификации. |              |           |

### Комментарии
1. ↑  В альбомной версии песни Уэст указан как единственный исполнитель